# Декейтер (Іллінойс)
Декейтер (англ. Decatur) — місто (англ. city) в США, в окрузі Мейкон штату Іллінойс. Населення — 70 522 особи (2020).

## Географія
Декейтер розташований за координатами 39°51′22″ пн. ш. 88°56′1″ зх. д. / 39.85611° пн. ш. 88.93361° зх. д. (39.855983, -88.933746). За даними Бюро перепису населення США в 2010 році місто мало площу 121,51 км², з яких 109,36 км² — суходіл та 12,15 км² — водойми.
Місто розташоване в географічному центрі штату, на річці Сангамон.

### Клімат
| Клімат : Декейтер             | Клімат : Декейтер | Клімат : Декейтер | Клімат : Декейтер | Клімат : Декейтер | Клімат : Декейтер | Клімат : Декейтер      | Клімат : Декейтер | Клімат : Декейтер | Клімат : Декейтер | Клімат : Декейтер | Клімат : Декейтер | Клімат : Декейтер | Клімат : Декейтер |
| Показник                      | Січ.              | Лют.              | Бер.              | Квіт.             | Трав.             | Черв.                  | Лип.              | Серп.             | Вер.              | Жовт.             | Лист.             | Груд.             | Рік               |
| Абсолютний максимум, °C       | 22                | 23                | 31                | 34                | 38                | 40                     | 45                | 41                | 40                | 35                | 28                | 21                | 45,0              |
| Середній максимум, °C         | 1,2               | 4,0               | 11,1              | 18,6              | 24,5              | 29,3                   | 31,1              | 29,8              | 26,7              | 19,9              | 11,5              | 3,8               | 17,7              |
| Середня температура, °C       | −3,8              | −1,2              | 5,3               | 12,1              | 17,7              | 22,6                   | 24,6              | 23,3              | 19,8              | 13,2              | 6,2               | −0,9              | 11,6              |
| Середній мінімум, °C          | −8,9              | −6,5              | −0,4              | 5,6               | 10,8              | 15,7                   | 18,0              | 16,7              | 12,8              | 6,6               | 0,9               | −5,6              | 5,5               |
| Абсолютний мінімум, °C        | −30               | −31               | −22               | −9                | −3                | {{{Jun record low C}}} | 7                 | 4                 | −6                | −11               | −19               | −28               |                   |
| Норма опадів, мм              | 50.0              | 50.3              | 87.4              | 96.5              | 109.5             | 98.3                   | 109.0             | 103.4             | 86.4              | 71.6              | 77.5              | 80.3              | 1020              |
| Днів з дощем                  | 5                 | 4                 | 6                 | 6                 | 6                 | 6                      | 5                 | 5                 | 5                 | 4                 | 4                 | 4                 | 60,0              |
| ----------------------------- | ----------------- | ----------------- | ----------------- | ----------------- | ----------------- | ---------------------- | ----------------- | ----------------- | ----------------- | ----------------- | ----------------- | ----------------- | ----------------- |
| Джерело: NOAA and WeatherBase |                   |                   |                   |                   |                   |                        |                   |                   |                   |                   |                   |                   |                   |

## Історія
Засноване в 1829 році.
У міській бібліотеці — збірка книг Авраама Лінкольна, який займався тут адвокатською практикою близько 1835 року. Тут же в 1860 році на республіканському стадіоні він був висунутий кандидатом на пост президента. У 1866 році в місті створена «Велика армія Республіки» (Grand Army of the Republic).

## Демографія
Згідно з переписом 2010 року, у місті мешкали 76 122 особи в 32 344 домогосподарствах у складі 18 991 родини. Густота населення становила 626 осіб/км². Було 36134 помешкання (297/км²).
Расовий склад населення:
| - 71,6 % — білих - 23,3 % — чорних або афроамериканців - 0,9 % — азіатів - 0,2 % — корінних американців |

До двох чи більше рас належало 3,1 %. Частка іспаномовних становила 2,2 % від усіх жителів.
За віковим діапазоном населення розподілялося таким чином: 22,1 % — особи молодші 18 років, 61,0 % — особи у віці 18—64 років, 16,9 % — особи у віці 65 років та старші. Медіана віку мешканця становила 39,1 року. На 100 осіб жіночої статі у місті припадало 88,0 чоловіків; на 100 жінок у віці від 18 років та старших — 85,3 чоловіків також старших 18 років.
Середній дохід на одне домашнє господарство становив 53 545 доларів США (медіана — 40 679), а середній дохід на одну сім'ю — 64 344 долари (медіана — 50 503). Медіана доходів становила 45 507 доларів для чоловіків та 33 904 долари для жінок. За межею бідності перебувало 24,6 % осіб, у тому числі 39,3 % дітей у віці до 18 років та 9,1 % осіб у віці 65 років та старших.
Цивільне працевлаштоване населення становило 31 860 осіб. Основні галузі зайнятості: освіта, охорона здоров'я та соціальна допомога — 22,5 %, виробництво — 16,7 %, роздрібна торгівля — 12,6 %, мистецтво, розваги та відпочинок — 10,4 %.

## Економіка
Транспортний вузол. Торгово-фінансовий центр сільськогосподарського району (соя, кукурудза). Виробництво будівельної техніки, автодеталей, шин, скла; харчова промисловість (борошно, олія, м'ясні консерви). Поблизу міста видобуток вугілля. Університет Міллікіна (1901).